# Saison 1973 de la Ligue canadienne de football
Chronologie
Saison précédente Saison suivante
1973 est la 16e saison de la Ligue canadienne de football et la 90e saison depuis la fondation de la Canadian Rugby Football Union en 1884.

## Événements
Le déroulement des séries éliminatoires des deux conférences est harmonisé. L'équipe de deuxième position de chaque conférence reçoit celle de troisième position pour une demi-finale sur un seul match, dont le gagnant rencontre l'équipe de première position sur le terrain de celle-ci. Cette finale de conférence est aussi sur un seul match. À part l'addition de la règle du croisement en 1996, c'est toujours, en 2017, le format qui est utilisé pour les éliminatoires.

## Classements
| Clt   | Équipe                 | PJ | V | D | N | BP  | BC  | Pts |
| ----- | ---------------------- | -- | - | - | - | --- | --- | --- |
| +001, | Rough Riders d'Ottawa  | 14 | 9 | 5 | 0 | 275 | 234 | 18  |
| +002, | Argonauts de Toronto   | 14 | 7 | 5 | 2 | 265 | 231 | 16  |
| +003, | Alouettes de Montréal  | 14 | 7 | 6 | 1 | 273 | 238 | 15  |
| +004, | Tiger-Cats de Hamilton | 14 | 7 | 7 | 0 | 304 | 263 | 14  |

| Clt   | Équipe                           | PJ | V  | D  | N | BP  | BC  | Pts |
| ----- | -------------------------------- | -- | -- | -- | - | --- | --- | --- |
| +001, | Eskimos d'Edmonton               | 16 | 9  | 5  | 2 | 329 | 284 | 20  |
| +002, | Roughriders de la Saskatchewan   | 16 | 10 | 6  | 0 | 360 | 287 | 20  |
| +003, | Lions de la Colombie-Britannique | 16 | 5  | 9  | 2 | 261 | 328 | 12  |
| +004, | Stampeders de Calgary            | 16 | 6  | 10 | 0 | 214 | 368 | 12  |
| +005, | Blue Bombers de Winnipeg         | 16 | 4  | 11 | 1 | 267 | 315 | 9   |

## Séries éliminatoires

### Demi-finale de la Conférence de l'Ouest
- 11 novembre : Lions de la Colombie-Britannique 13 - Roughriders de la Saskatchewan 22

### Finale de la Conférence de l'Ouest
- 18 novembre : Roughriders de la Saskatchewan 23 - Eskimos d'Edmonton 25

### Demi-finale de la Conférence de l'Est
- 11 novembre : Alouettes de Montréal 32 - Argonauts de Toronto 10 (prol.)

### Finale de la Conférence de l'Est
- 18 novembre : Alouettes de Montréal 14 - Rough Riders d'Ottawa 23

### 61ecoupe Grey
- 25 novembre : Les Rough Riders d'Ottawa gagnent 22-18 contre les Eskimos d'Edmonton au stade de l'Exposition nationale à Toronto (Ontario).

## Honneurs individuels
- Trophée Schenley du meilleur joueur : George McGowan (en) (RÉ), Eskimos d'Edmonton
- Trophée Schenley du meilleur joueur de ligne : Ray Nettles (en) (SEC), Lions de la Colombie-Britannique
- Trophée Schenley du meilleur Canadien : Gerry Organ (en) (B), Rough Riders d'Ottawa
- Trophée Schenley de la meilleure recrue : Johnny Rodgers (RÉ), Alouettes de Montréal